# Portret damy (obraz El Greca z 1580)
Portret damy – obraz olejny na desce przypisywany hiszpańskiemu malarzowi pochodzenia greckiego Dominikosowi Theotokopulosowi, znanemu jako El Greco.
Obraz został namalowany farbą olejną na desce, co wśród prac El Greca jest wyjątkowo rzadkie. Kilka takich obrazów powstało w okresie włoskim artysty. Uznanie, że dzieło wykonane na takim podłożu zostało wykonane w okresie hiszpańskim, rodziło wiele wątpliwości wśród historyków sztuki, m.in. u Camóna Aznara, który obraz przypisywał innemu malarzowi Domingos Vieira Serrão. Sposób wykonania portretu, pionowe pociągnięcia pędzla i koloryt przypominają styl El Greca z okresu hiszpańskiego; jedynie szkliste modelowanie jest czymś nowym, choć może to być spowodowane wykonaniem obrazu na drewnie. Sportretowaną kobieta może być Doña Jerónima de las Cuevas, wielka miłość El Greca.
Obraz był prezentowany w Guildhall w Londynie, w 1901 roku, pod błędnym tytułem Księżna Ebolo. Wcześniej należał do Benigno de la Vega, hiszpańskiego mecenasa, założyciela Museo del Greco w Toledo. Obecnie obraz znajduje się w Philadelphia Museum of Art, gdzie został zdeponowany w John G. Johnson Collection w 1917 roku.